# 서왕석
서왕석(1978년 2월 19일 ~ )은 대한민국의 액션 배우이다.

## 학력
- 송곡고등학교

## 출연 작품

### 드라마
- 《야인시대》 (SBS, 2002년)
- 《올인》 (SBS, 2003년)
- 《저 푸른 초원 위에》 (KBS2, 2003년)
- 《남자의 향기》 (MBC, 2003년)
- 《폭풍 속으로》 (SBS, 2004년)
- 《봄날》 (SBS, 2005년)
- 《최강 울엄마》 (KBS2, 2007년)
- 《남자 이야기》 (KBS2, 2009년)
- 《시티홀》 (SBS, 2009년)
- 《자이언트》 (SBS, 2010년)
- 《국가가 부른다》 (KBS2, 2010년)
- 《내 사랑 나비부인》 (SBS, 2012년)
- 《세상 어디에도 없는 착한남자》 (KBS2, 2012년) - 김유라의 남자친구 역
- 《야경꾼 일지》 (MBC, 2014년)
- 《압구정 백야》 (MBC, 2014년)
- 《돌아온 황금복》 (SBS, 2015년)
- 《미세스 캅》 (SBS, 2015년)
- 《리멤버 - 아들의 전쟁》 (SBS, 2015년)
- 《대박》 (SBS, 2016년)
- 《기억》 (tvN, 2016년)
- 《돌아와요 아저씨》 (SBS, 2016년)
- 《역도요정 김복주》 (MBC, 2016년)
- 《아임 쏘리 강남구》 (SBS, 2017년)
- 《불어라 미풍아》 (MBC, 2017년)
- 《역적 : 백성을 훔친 도적》 (MBC, 2017년)
- 《언니는 살아있다》 (SBS, 2017년)
- 《KBS 드라마 스페셜 - 나쁜 가족들》 (KBS2, 2017년)
- 《달콤한 원수》 (SBS, 2017년)
- 《나쁜 녀석들 : 악의 도시》 (OCN, 2017년)
- 《너의 등짝에 스매싱》 (TV조선, 2017년)
- 《슬기로운 감빵생활》 (tvN, 2018년)
- 《부잣집 아들》 (MBC, 2018년)
- 《끝까지 사랑》 (KBS2, 2018년)
- 《무법 변호사》 (tvN, 2018년)
- 《마녀의 사랑》 (MBN, 2018년)
- 《빅 포레스트》 (tvN, 2018년)
- 《내일도 맑음》 (KBS1, 2018년)
- 《일단 뜨겁게 청소하라》 (JTBC, 2018년)
- 《으라차차 와이키키 2》 (JTBC, 2019년)
- 《보좌관 - 세상을 움직이는 사람들》 (JTBC, 2019년)
- 《검법남녀 2》 (MBC, 2019년)
- 《두 번은 없다》 (MBC, 2019년)
- 《스토브리그》 (SBS, 2019년) - 야구해설자 역
- 《쌍갑포차》 (JTBC, 2019년)
- 《굿캐스팅》 (SBS, 2020년)
- 《어쩌다 가족》 (TV조선, 2020년)
- 《루갈》 (OCN, 2020년)
- 《앨리스》 (SBS, 2020년) - 인질범 역
- 《철인왕후》 (tvN, 2020년) - 박형사 역

### 영화
- 《동해물과 백두산이》 (2003년)
- 《하류인생》 (2004년) - 명동파 8 역
- 《역전의 명수》 (2005년)
- 《가문의 위기》 (2005년)
- 《로망스》 (2006년)
- 《생날선생》 (2006년)
- 《비열한 거리》 (2006년)
- 《거룩한 계보》 (2006년) - 문수 부하 3 역
- 《해바라기》 (2006년) - 덩치 4 / 도필 일당 역
- 《투사부일체》 (2006년)
- 《김관장 대 김관장 대 김관장》 (2006년)
- 《백만장자의 첫사랑》 (2006년)
- 《생, 날선생》 (2006년)
- 《음란서생》 (2006년)
- 《오래된 정원》 (2006년)
- 《수》 (2007년) - 구양원 부하 역
- 《사랑》 (2007년)
- 《스카우트》 (2007년) - Y 덩치 3 역
- 《무방비도시》 (2008년) - 차치기 조폭 역
- 《어린 왕자》 (2008년) - 테러리스트 역
- 《슈퍼맨이었던 사나이》 (2008년) - 폭력 남 역
- 《눈에는 눈 이에는 이》 (2008년)
- 《소년은 울지 않는다》 (2008년) - 광견 역
- 《1724 기방난동사건》 (2008년) - 대두파 1 역
- 《마린 보이》 (2009년)
- 《작전》 (2009년) - 철거 용역 1 역
- 《반두비》 (2009년) - 출입국 직원 역
- 《감자 심포니》 (2009년)
- 《여자 없는 세상》 (2009년) - 사채업자 2 역
- 《주유소 습격사건 2》 (2010년) - 신자유청년 역
- 《방자전》 (2010년) - 덩치 역
- 《아저씨》 (2010년) - 터키탕 조직원 역
- 《무적자》 (2010년) - 조폭사내 이현길 역
- 《황해》 (2010년) - 태원 조직원 4 역
- 《통증》 (2011년)
- 《카운트다운》 (2011년) - 나이트클럽 덩치 역
- 《완득이》 (2011년) - 재래시장 남자 1 역
- 《사이코메트리》 (2013년) - 용역 1 역
- 《고령화 가족》 (2013년) - 약장수 패거리들 역
- 《깡철이》 (2013년) - 재래시장 남자 1 역
- 《해적: 바다로 간 산적》 (2014년) - 박모 덩치 역
- 《슬로우 비디오》 (2014년)
- 《빅매치》 (2014년) - 무술팀
- 《강남 1970》 (2015년) - 무덩가 명동 덩치 2 역
- 《검사외전》 (2016년) - 대장덩치 역
- 《더 킹》 (2017년) - 들개파 6 역
- 《공작》 (2018년) - 개표방송 구경꾼 1 역

### 뮤직비디오
- 먼데이키즈 - 착한남자
- 제드 - 사랑의 숲에서 길을 잃다
- 자우림 - 하하하쏭